# Namco Soccer: Prime Goal
Namco Soccer: Prime Goal (ook wel J-League Prime Goal EX) is een computerspel dat werd ontwikkeld en uitgegeven door Namco. Het spel kwam in 1995 uit voor het platform Sony PlayStation. Het sportspel was een van de eerste voetbalspellen voor deze console.